# Pausenschalter
Ein Pausenschalter, englisch sectionalizer, ist in der elektrischen Energietechnik ein spezieller Typ von Trennschalter mit sehr kleinem Schaltvermögen. Er dient primär zur Erhöhung der mittleren Versorgungssicherheit bei Freileitungen im Mittelspannungsnetz und beschränkt einen längerdauernden Stromausfall auf ein kleineres Versorgungsgebiet.
In den Mittelspannungsnetzen in Europa sind Pausenschalter nur vergleichsweise selten anzutreffen, da hier durch die Erdschlusskompensation eine wirkungsvolle Maßnahme zur Steigerung der Versorgungssicherheit besteht. Hingegen in Ländern wie Australien und südamerikanischen Ländern, wo Mittelspannungsnetze ohne Erdschlusskompensation betrieben werden, dies ist in dem System Single-Wire Earth Return zwangsläufig der Fall, sind Pausenschalter in den einzelnen Abschnitten eines verzweigten Mittelspannungsnetzes üblich.

## Funktion
Ein Pausenschalter erhöht die Zuverlässigkeit in einem Segment des Mittelspannungsnetzes durch eine Abtrennung des fehlerhaften Freileitungsabschnittes vom restlichen Teil des Netzes, so dass durch die automatische Wiedereinschaltung (AWE) der restliche, fehlerfreie Teil des Mittelspannungsnetzes nach nur kurzer Unterbrechung weiter betrieben werden kann. Die automatische Wiedereinschaltung nach einem vom Netzschutz festgestellten Fehler wird durch den vorgelagerten Leistungsschalter in dem zentral gelegenen Umspannwerk durchgeführt, welcher im Fehlerfall einen größeren Netzabschnitt abschaltet. Da durch den an der Fehlerstelle auftretenden Störlichtbogen die Fehlerursache bei Freileitungen in vielen Fällen beseitigt wird, z. B. ein Ast, der auf die Leitung gefallen ist, verbrennt, wird nach kurzer Unterbrechung eine automatische Wiedereinschaltung durchgeführt. Besteht der Fehler hingegen weiterhin, wird eine bestimmte Anzahl von Wiedereinschaltversuchen über den Leistungsschalter versucht. In dieser Sequenz können die einzelnen Pausenschalter den fehlerhaften Netzabschnitt abtrennen, womit die restlichen Netzabschnitte nach dem letzten erfolgreichen Wiedereinschaltversuch weiter versorgt werden können.
Für die Erkennung eines Fehlers im betreffenden Leitungsabschnitt verfügt der Pausenschalter über eigene, integrierte Stromwandler, die auch der Stromversorgung der im Schalter integrierten Steuerelektronik dienen. Um die Anzahl der fehlerhaften Wiedereinschaltversuche bewerten zu können, verfügt der Pausenschalter über einen eingebauten Zähler. Wird ein bestimmter Zählerstand im Pausenschalter erreicht, dies entspricht einer Anzahl von erfolglosen Einschaltversuchen seitens des Leistungsschalters im Umspannwerk, trennt der Pausenschalter in der Zeit des spannungsfreien Zustands die Leitung. Er trennt so den fehlerhaften Leitungsabschnitt vom restlichen Netz. Im Rahmen der Konfiguration der Pausenschalter müssen die Grenzwerte der internen Zähler so gesetzt werden, dass bei Fortbestehen eines Kurzschlusses sukzessive größere Teile des Versorgungsnetzes abgeworfen werden. Ein einmal ausgelöster und geöffneter Pausenschalter kann nur manuell vor Ort mittels einer Schaltstange wieder geschlossen werden, da dazu auch zunächst der permanente Fehler im Leitungsabschnitt vom Wartungspersonal gefunden und beseitigt werden muss.
Pausenschalter sind in ihrer Ausführung wesentlich preiswerter als Leistungsschalter, da sie nur im spannungsfreien Zustand die Leitung trennen und daher keine aufwändige Einrichtung zur Lichtbogenlöschung aufweisen.